# Dianjun
Dianjun (en chino, 点军区; pinyin, Diǎnjūn (escuchar)ⓘ) es un distrito urbano bajo la administración directa de la Prefectura  Yichang  en la Provincia de Hubei, República Popular China.  Su área es de 533 km² y su población total para 2010 superó los 100 mil habitantes. 

## Administración
Desde octubre de 2022, el Distrito Dianjun   se divide en 5 pueblos  administrados en 1 subdistritos,  2 poblados y 2 villas.

## Toponimia
El topónimo Dianjun [/dién-chin/] se compone de los sinogramas Dian (contar) y Jun (militar).
En el año 214 AD, para conmemorar el 19º aniversario de la era Jian'an de la dinastía Han, el famoso general Guan Yu, revisó las tropas que Zhāng Fēi había estacionado en un lugar llamado "Jǐngcháng Pō" (Ladera del Pozo Largo), y cambió su nombre original por "Diǎnjūn Pō" (Ladera del Recuento Militar), luego fue abreviado a "Diǎn Jūn",  de ahí el nombre.